# Leucanopsis cuneipuncta
Leucanopsis cuneipuncta är en fjärilsart som beskrevs av Rothschild 1909. Leucanopsis cuneipuncta ingår i släktet Leucanopsis och familjen björnspinnare. Inga underarter finns listade i Catalogue of Life.